# Rika Kawamura
Rika Kawamura (川村りか Kawamura Rika?) este un model japonez, actriță, și un idol japonez.

## Viață și carieră
Kawamura a fost nascută în Tokyo pe 10 octombrie 1982. Ea a aparut în numeroase reviste de bikini și lenjerie intima, anunțuri tipărite-comerciale, calendare și emisiuni TV și ea a lansat mai multe clipuri video și albume de poze.

## Filmografie
- Umeda Yūko no kokuhaku (梅田優子の告白?) (梅田優子の告白?) (October 2008)
- Beautiful Female Panther: Body Sniper (美しき女豹　BODY SNIPER Utsukushiki mehyõ: Body sniper?) (美しき女豹　BODY SNIPER, Utsukushiki mehyõ: Body sniper?) (March 2010)
- S&M The Movie ({{{2}}}?) (March 2010)
- Wasurerarenai ano natsu (忘れられない、あの夏?) (忘れられない、あの夏?) (October 2010)
- Step Up Love Story: Triple Love and Love Forever ( 映画版　ふたりエッチ　トリプル・ラブ＆ラブ・フォーエバー?) (映画版　ふたりエッチ　トリプル・ラブ＆ラブ・フォーエバー?) (May 2012)